# Eduardo Rocha
João Eduardo Barbosa Rocha (Birigui, 30 de setembro de 1966), mais conhecido como Eduardo Rocha, é um político brasileiro, filiado ao Movimento Democrático Brasileiro (MDB), que serve atualmente como Secretário da Casa Civil de Mato Grosso do Sul, no governo de Eduardo Riedel, além de deputado estadual pelo mesmo estado desde 2011, é casado com Simone Tebet, ministra do Governo Lula da Silva.

## Biografia
Nascido na cidade de Birigui, em São Paulo, Eduardo Rocha mudou-se com sua família – pai, mãe e duas irmãs - para Três Lagoas (MS), aos dois anos de idade.
Em 1996, formou-se na Faculdade de Economia de Andradina e casou-se com Simone Tebet, hoje Ministra do Planejamento, Desenvolvimento e Gestão, com quem teve duas filhas.
Atuou como assessor parlamentar do sogro, o senador Ramez Tebet e cuidava do seu escritório na capital Campo Grande. Quando a esposa foi eleita prefeita de Três Lagoas, retornou para a cidade.
Em 2010, foi eleito deputado estadual com 25.428 votos, sendo reeleito em 2014 com 30.873 votos e, em 2018, com 22.347 votos.
Foi líder da bancada do MDB na Assembleia de 2011 a 2019, deixando o cargo ao ser eleito vice-presidente da ALMS.
Em 3 de dezembro de 2021, foi nomeado para Secretaria de Estado de Governo e Gestão Estratégica pelo governador Reinaldo Azambuja.
Em 19 de janeiro de 2023, assumiu a Secretaria da Casa Civil.